# Pielęgnica diamentowa
Pielęgnica diamentowa, pielęgnica Salvini (Trichromis salvini) – gatunek słodkowodnej ryby z rodziny pielęgnicowatych (Cichlidae). 

## Występowanie
Gatunek ten występuje w południowym Meksyku, Belize i Gwatemali.

## Opis
Długość standardowa do 22 cm. Barwa ryby jest dość zmienna, ale podstawowym kolorem jest żółty bądź rzadziej oliwkowozielony, przez całe ciało przechodzi czarny, poziomy pas od pyszczka, aż do płetwy ogonowej. U dorosłych osobników od początku płetwy brzusznej zwiększa się nasilenie koloru czerwonego bądź pomarańczowego, na całym ciele w szczególności na pysku i płetwie grzbietowej niebiesko mieniące się plamki, na pysku 4 do 5 pionowych plamek. 
Dymorfizm płciowy: Samice – zwykle mniejsze od samców – mają czarną plamę na płetwie grzbietowej.
Stosunkowo spokojna ryba żyjąca w parach. Żyje w środkowych i dolnych partiach wody. Nadaje się do hodowli z innymi dużymi rybami, w czasie tarła agresywna, zaciekle broni swojego terytorium. Potomstwem opiekują się oboje rodzice.
| Zalecane warunki w akwarium | Zalecane warunki w akwarium        |
| --------------------------- | ---------------------------------- |
| Zbiornik                    | duży, min. 120 cm długości         |
| Temperatura wody            | 26 – 28 °C                         |
| Twardość wody               | miękka do średnio twardej 5 – 15°n |
| Skala pH                    | 6,0 – 7,0                          |
| Pokarm                      | żywy, mrożony i suchy              |